# 山口修平 (1996年生のラグビー選手)
山口 修平（やまぐち しゅうへい、1996年〈平成8年〉7月21日 - ）は、ジャパンラグビーリーグワントヨタヴェルブリッツに所属するラグビー選手。

## プロフィール
- 大阪府出身[1]。
- ポジションはセンター(CTB)。
- 身長 183 cm、体重 100 kg

## 略歴
2015年（平成27年）、同志社香里高校卒業後、同志社大学に入学。
2018年（平成30年）、同志社大学ラグビー部の主将に就任した。
2019年（平成31年）、同志社大学卒業後、トヨタ自動車ヴェルブリッツ(現・トヨタヴェルブリッツ)に加入。
2021年（令和3年）4月3日にジャパンラグビートップリーグ第6節三菱重工相模原ダイナボアーズ戦に途中出場で公式戦初出場を果たす。
2023年（令和5年）5月、パイレーツ・オールドボーイズに派遣された。